# 山本進
山本 進（やまもと すすむ、1931年9月2日 - 2022年11月4日）は、日本の落語研究家、芸能研究家。諸芸懇話会会員。

## 生涯
兵庫県に生まれ、横浜市で育つ。1954年東京大学法学部卒業。日本放送協会に勤務し、職員局人事部副部長、秘書室担当部長、同室次長、85年監事事務局長を経て退職し、のち日本放送出版協会監査役。東大落語研究会OBで、かたわらゴーストライター、聞き書きの名手として、6代目三遊亭圓生の全集や著書を編集、執筆。退職後はさらに活発に、落語を中心とする芸能の研究と著述活動をおこなっている。2013年、第19回横浜文学賞受賞。
三遊亭圓生（6代目）没後、山崎はな（6代目圓生未亡人）・稲葉修・京須偕充・5代目三遊亭圓楽と共に、「三遊亭圓生」の名跡を止め名にするという連名の署名人の一人となっていた。
2022年11月4日、老衰のため死去。91歳没。

## 著書

### 単著
- 『えぴたふ 六代目圓生』（1990年、平凡社）
- 『落語ハンドブック』改訂新版（2001年、三省堂）
- 『図説 落語の歴史』（2006年、河出書房新社）
- 『落語の履歴書　語り継がれて400年』小学館101新書、2012
- 『愉しい落語 江戸以来四百年、そして未来へ』草思社 2013
- 『落語』山川出版社　2016

### 編著
- 『落語名作全集』全5巻　監修:吉川義雄,安藤鶴夫　飯島友治共編　普通社、1960年
- 一竜斎貞水,林家正雀『怪談ばなし傑作選』編 立風書房 1995
- 『落語ハンドブック』編 三省堂 1996
- 関根黙庵『講談落語今昔譚』（1999年、平凡社・東洋文庫）
- 三遊亭圓生 寄席楽屋帳 新装改訂新版（2000年、青蛙房）
- 三遊亭圓生 寄席切絵図 新装新版（2001年、青蛙房）
- 『落語の世界』全3巻　延広真治、川添裕共編（2003年、岩波書店）
- 桂歌丸 極上歌丸ばなし（2006年、うなぎ書房）　のち『歌丸　極上人生』 (祥伝社黄金文庫)
- 『落語の黄金時代』稲田和浩,大友浩,中川桂共著 三省堂 2010